# Benjamín Coronado Córdova
Benjamín Coronado Córdova (nacido el 30 de enero de 1941 en Potosí, Bolivia, muere el 26 de febrero de 1967, ahogado en Río Grande, Bolivia), fue un joven maestro boliviano militante del Ejército de Liberación Nacional de Bolivia.

## Reseña biográfica
Era un niño inquieto, cariñoso, muy chistoso y buen hijo, así calificaba su madre Geraldina al menor de sus cinco hijos.
Estudio en el colegio católico salesiano Don Bosco en la ciudad de La Paz, los educadores sacerdotes católicos se molestaban ante las preguntas de Benjamín  de por qué se cobraban las misas y los bautismos.
Empezó la Escuela Normal y se hizo maestro.

### Labor revolucionaria
Inició su militancia en la Juventud y el Partido Comunista de Bolivia (PCB). Fue un luchador incansable por la justicia social como militante de las Juventudes comunistas. Ante la necesidad de una preparación militar para cumplir con tareas internacionalistas, participó activamente en un cursillo de entrenamiento guerrillero que efectuado en Cuba.
Se integró a la guerrilla de Ñancahuazú 10 días antes de cumplir 26 años. Viejos camaradas de Benjamín como los hermanos Roberto Peredo Leigue (Coco) y Guido Álvaro Peredo Leigue (Inti), habían establecido contacto con él en la fase preparatoria de la lucha armada en Bolivia. Benjamín ejercía su magisterio en una humilde escuelita de La Paz. Quienes le conocieron afirman que a su carácter juvenil se unían a cualidades como gran solidaridad humana, firmeza para defender sus convicciones y gran espíritu emprendedor.
Conoció a Ernesto Che Guevara a la llegada de este a Bolivia, se alistó en sus tropas guerrilleras en el campamento de Ñancahuazú el 21 de enero de 1967. Cuando arribó al campamento, el Che Guevara escribió en su diario:

“En medio de la lluvia llegó Pedro conduciendo a Coco y tres reclutas nuevos: Benjamín, Eusebio y Walter. El primero, que viene de Cuba y va a la vanguardia. De los 3 nuevos, 2 parecen firmes y conscientes, la apreciación del jefe era certera.”

Durante veinticinco días Benjamín enfrentaría las agotadoras jornadas de marchas y contramarchas que, en un terreno cada vez más abrupto, desarrolló el grupo guerrillero en la primera etapa del avance a través de las montañas.

### Muerte
El 26 de febrero de 1967 los combatientes estaban bastante débiles por la falta de comida y la dura marcha. Se ahogó en el río Grande ante los desesperados esfuerzos de sus compañeros por salvarle la vida.
Su cuerpo fue sepultado envuelto en la bandera del Ejército de Liberación Nacional de Bolivia, como había pedido reiteradamente a sus familiares más cercanos.